# Said Nursî
Bediuzzaman Said Nursi (1877-23 de marzo de 1960), (en turco: بديع الزمان سعيد النورسی), comúnmente conocido como Bediüzzaman (Badi' al-Zaman), que significa "La maravilla de la era", fue un musulmán sunita kurdo teólogo que escribió la colección de Risale-i Nur, un cuerpo del comentario coránico con más de seis mil páginas. Convencidos de que la ciencia y la lógica moderna es el camino hacia el futuro, abogó por la enseñanza de ciencias de la religión en las escuelas seculares y las ciencias modernas en escuelas religiosas. Nursi inspiró un movimiento de fe que ha jugado un papel fundamental en el renacimiento del Islam en Turquía y ahora cuenta con varios millones de seguidores en todo el mundo.

## Otras lecturas
- Ibrahim M. Abu-Rabi‘. Islam at the Crossroads Suny Press, 2003.
- Fred A. Reed. Anatolia junction: A journey into hidden Turkey. Talonbooks. 1999.
- Michel, Thomas, Said Nursi's Views on Muslim-Christian Understanding
- Ian Markham Engaging with Bediuzzaman Said Nursi, A Model of Interfaith Dialogue. Ashgate, 2009
- Ian Markham A Theology of Engagement. Blackwell, 2003
- Ian Markham Globalization,Ethics and Islam: The Case of Bediuzzaman Said Nursi, 2005
- Ibrahim M. Abu-Rabi‘. Spiritual Dimensions of Bediuzzaman Said Nursi's Risale-i Nur. Suny Press, 2008.
- Barnett, Peter, Guardian of the Flame Archivado el 30 de diciembre de 2013 en Wayback Machine.
- Mardin, Serif, Religion and social change in modern Turkey: The case of Bediüzzaman Said Nursi. Suny Press, 1989.
- Kalın, Ibrahim, Islam in Turkey Oxford University Press, 2010.
- Şahin, Mustafa Gökhan, Said Nursi and the Nur Movement in Turkey: An Atomistic Approach
- Turner, Colin, Horkuc, Hasan Said Nursi, Makers of Islamic Civilization Oxford, 2009.